# Fenbutatinoxid
Fenbutatinoxid ist eine chemische Verbindung aus der Gruppe der zinnorganischen Verbindungen.

## Gewinnung und Darstellung
Fenbutatinoxid kann durch Reaktion von Neophylchlorid mit Magnesium, Zinntetrachlorid und Natriumhydroxidlösung gewonnen werden.

## Eigenschaften
Fenbutatinoxid ist ein farbloser Feststoff, der praktisch unlöslich in Wasser ist. Er zersetzt sich bei Erhitzung über 230 °C. Es ist sehr stabil unter Licht-, Wärme und Sauerstoffeinfluss und wandelt sich in Wasser abhängig von der Temperatur in Tris-(2-methyl-2-phenylpropyl)zinnhydroxid um. Im Erdboden metabolisiert es zu Dihydroxy-bis(2-methyl-2-phenylpropyl)-stannat und 2-Methyl-2-phenylpropylstanninsäure. In Böden zeigt Fenbutatinoxid eine starke Tendenz, sich an kationische Oberflächen und organische Bestandteile anzulagern.

## Verwendung
Fenbutatinoxid wird als Akarizid verwendet. Es ist ein nichtsystemisches Akarizid mit Kontakt- und Fraßwirkung und wird gegen alle beweglichen Stadien von Spinnmilben im Obst-, Wein- und Zierpflanzenanbau eingesetzt.

## Zulassung
In den Staaten der Europäischen Union wurde der Wirkstoff Fenbutatinoxid mit Wirkung zum 1. Juni 2011 „für Anwendungen als Akarizid in Gewächshäusern“ als zulassungsfähig erklärt.
In Deutschland, Österreich und der Schweiz sind keine Pflanzenschutzmittel mit diesem Wirkstoff zugelassen. Präparate mit Fenbutatinoxid sind unter anderem in Frankreich, Italien, den Niederlanden und in Belgien zugelassen.